# Репрезентација Велике Британије у хокеју на леду
Хокејашка репрезентација Велике Британије је хокејашки тим Уједињеног Краљевства и под контролом је Хокејашког савеза Уједињеног Краљевства. Репрезентација се међународно такмичи од 1909. године.
Хокејашка репрезентација Уједињеног Краљевства има освојене две сребрне медаље са Светског првенства 1937. и 1938. године. Поред две сребрне медаље имају освојену и бронзу са Светског првенства 1935. године.
На Олимпијским играма учествовали су четири пута. Највећи успех им је било овајање златне медаље на Зимским олимпијским играма 1936. године. Такође имају освојену бронзану медаљу са Зимским олимпијским играма 1924.
Премијерну утакмицу Уједињено Краљевство је одиграло у Шамонију против Швајцарске, 23. јануар 1909. године и победили су 3:0. Најтежи пораз доживели су од Југославије 1979. године резултатом 21:1. Највећу победу остварили су против Новог Зеланда 1989. године резултатом 26:0

## Историјат
Тим је био снажна сила на међународној сцени почетком 20. века, освојивши прво Европско првенство 1910. године, завршивши као освајач бронзане медаље на Зимским олимпијским играма 1924. године у Шамонију, бронзе на Светском првенству 1935.
и постајући олимпијски шампион 1936. године у Гармиш-Партенкирхену. Олимпијски тим који је освојио златну медаљу углавном је био састављен од британско-канадских двојних држављана, од којих су многи научили и играли хокеј у Канади. Следеће 1937. и 1938. године на Светском првенству је Британија освајала сребрну медаљу.
Међутим, од тада национални тим није имао значајнији утицај на овај спорт. Велика Британија је последњи пут учествовала на Олимпијским играма 1948. године. Од 1950-их година, Велика Британија није успела да понови успехе из прве половине 20. века у хокеју на леду. Прошло је 32 године, од 1962. до 1994. године, пре него што је национални тим поново наступио у елитној дивизији Светског првенства у хокеју на леду, али је одмах уследило испадање. Након тога, национални тим је дуго играо у Дивизији I (А или Б), све док 2018. године, након 25 година, освајањем првог места у Дивизији IA није остварен повратак у елитну дивизију.
На Светском првенству 2019. године, репрезентација Велике Британије остварила је једну победу у 7 утакмица (над директним конкурентом — репрезентацијом Француске), што је било довољно за опстанак у елитној дивизији.
На Светском првенству 2021. године, репрезентација Велике Британије освојила је 4 бода у 7 утакмица групне фазе, победивши репрезентацију Белорусије (4:3) и изгубивши од репрезентације Данске (2:3 у продужетку). Тим је завршио на 14. месту и квалификовао се за Светско првенство 2022. Следеће године, репрезентација Велике Британије није успела да постигне значајнији резултат, освојивши само 1 бод у мечу против репрезентације Норвешке (4:3 након пенала). Завршивши на 16. (последњем) месту, тим је испао у Прву дивизију.
Године 2023. репрезентација Велике Британије освојила је прво место у групи А Прве дивизије и квалификовала се за Светско првенство 2024. Међутим, већ следеће године, тим је заузео последње место у својој групи и 15. место у укупном пласману, освојивши 3 бода у 7 утакмица, што му није омогућило квалификацију за Светско првенство 2025. године.

## Резултати

### Олимпијске игре
- 1920. − Нису се такмичили
- 1924. − 3. место
- 1928. − 4. место
- 1932. − Нису се такмичили
- 1936. − 1. место
- 1948. − 5. место
- Од 1952. до 2026. – Нису се квалификовали

### Светско првенство
| - 1924. − 3. место - 1928. − 4. место - 1930. − 10. место - 1931. − 8. место - 1932. − Нису се такмичили - 1933. − Нису се такмичили - 1934. − 8. место - 1935. − 3. место - 1936. − 1. место - 1937. − 2. место - 1938. − 2. место - 1939. − 8. место - 1947. − Нису се такмичили - 1948. − 5. место - 1949. − Нису се такмичили - 1950. − 4. место - 1951. − 5. место - 1952. − 10. место (1. место, група Б) - 1953. − 5. место (2. место, група Б) - 1954. − Нису се такмичили - 1955. − Нису се такмичили - 1956. − Нису се такмичили - 1957. − Нису се такмичили - 1958. − Нису се такмичили - 1959. − Нису се такмичили - 1960. − Нису се такмичили - 1961. − 10. место (2. место, група Б) - 1962. − 8. место - 1963. − 15. место (7. место, група Б) | - 1964. − Нису се такмичили - 1965. − 14. место (6. место, група Б) - 1966. − 16. место (8. место, група Б) - 1967. − Нису се такмичили - 1968. − Нису се такмичили - 1969. − Нису се такмичили - 1970. − Нису се такмичили - 1971. − 18. место (4. место, група Ц) - 1972. − Нису се такмичили - 1973. − 22. место (8. место, група Ц) - 1974. − Нису се такмичили - 1975. − Нису се такмичили - 1976. − 21. место (5. место, група Ц) - 1977. − 24. место (7. место, група Б) - 1978. − Нису се такмичили - 1979. − 23. место (5. место, група Ц) - 1981. − 24. место (8. место, група Ц) - 1982. − Нису се такмичили - 1983. − Нису се такмичили - 1985. − Нису се такмичили - 1986. − Нису се такмичили - 1987. − Нису се такмичили - 1989. − 27. место (3. место, група Д) - 1990. − 26. место (1. место, група Ц) - 1991. − 21. место (5. место, група Ц) - 1992. − 21. место (1. место, група Ц) - 1993. − 13. место (1. место, група Б) - 1994. − 12. место - 1995. − 19. место (7. место, група Б) | - 1996. − 16. место (4. место, група Б) - 1997. − 18. место (6. место, група Б) - 1998. − 22. место (6. место, група Б) - 1999. − 18. место (6. место, група Б) - 2000. − 19. место (3. место, група Б) - 2001. − 19. место (2. место, Див. I, група Б) - 2002. − 23. место (4. место, Див. I, група Б) - 2003. − 25. место (5. место, Див. I, група Б) - 2004. − 25. место (5. место, Див. I, група А) - 2005. − 24. место (4. место, Див. I, група А) - 2006. − 26. место (5. место, Див. I, група А) - 2007. − 24. место (4. место, Див. I, група Б) - 2008. − 23. место (4. место, Див. I, група А) - 2009. − 22. место (3. место, Див. I, група Б) - 2010. − 23. место (4. место, Див. I, група Б) - 2011. − 20. место (2. место, Див. I, група Б) - 2012. − 21. место (5. место, Див. I, група А) - 2013. − 22. место (6. место, Див. I, група А) - 2014. − 26. место (4. место, Див. I, група Б) - 2015. − 24. место (2. место, Див. I, група Б) - 2016. − 24. место (2. место, Див. I, група Б) - 2017. − 23. место (1. место, Див. I, група Б) - 2018. − 17. место (1. место, Див. I, група А) - 2019. − 13. место - 2021. − 14. место - 2022. − 16. место - 2023. − 17. место (1. место, Див. I, група А) - 2024. − 15. место - 2025. − 17. место (1. место, Див. I, група А) |